# Il candidato (romanzo)
Il candidato è un romanzo del 2003 di David Baldacci.

## Trama
Stati Uniti, 26 settembre 1996. Sean King, agente del Servizio segreto, sta scortando il candidato alla presidenza Clyde Ritter durante un incontro con gli elettori nell'anonimo Fairmount Hotel di Bowlington. La carriera fino a quel momento immacolata di King va a rotoli quando si distrae per una frazione di secondo, volgendo lo sguardo altrove, proprio mentre il professor Arnold Ramsey estrae una pistola e spara al candidato presidenziale, uccidendolo sul colpo. King reagisce, freddando Ramsey, quando ormai è troppo tardi: la responsabilità della morte di Ritter ricade completamente su King, il quale è cacciato seduta stante dal Servizio.
Otto anni dopo un fatto analogo si verifica alla giovane agente Michelle Maxwell. Anche lei perde di vista il proprio sorvegliato, il candidato alla presidenza John Bruno, rapito in circostanze misteriose quando stava facendo visita a un caro amico defunto. La promettente carriera di Maxwell, che aveva bruciato le tappe in un settore tradizionalmente maschile, è stroncata e la donna viene messa in aspettativa. Nel frattempo, Sean King è faticosamente riuscito a ricostruirsi una vita. Ha ripreso gli studi, interrotti per entrare nel Servizio, e ha aperto uno studio legale in una tranquilla contea, dove occasionalmente svolge anche l'incarico di vicesceriffo. La tranquillità tenacemente riconquistata è interrotta dall'omicidio del suo socio Howard Jennings.
Le strade di King e Maxwell finiscono ben presto per incrociarsi. Entrambi hanno una disavventura con un candidato presidenziale alle spalle, non hanno nulla da perdere e vogliono fortemente tornare al loro posto: i due agenti decidono di unire le loro forze per far luce sulla dinamica dell'omicidio di Ritter e al tempo stesso risolvere il rapimento di Bruno. Scoprendo che i due casi sono piuttosto intrecciati e, come testimonia la lunga scia di cadaveri che trascinano con sé, il nemico è più vicino di quanto possano pensare.

## Edizioni
- David Baldacci, Il candidato, traduzione di Nicoletta Lamberti, 1ª ed., Piemme, 2004,  p. 409, ISBN 88-04-51197-4.